# Керстенський комітет
Вибірковий комітет з розслідування комуністичної агресії та примусового включення країн Балтії до складу СРСР  також відомий як Керстенський комітет після того, як його голова, представник США Чарльз Дж. Керстен був створений в 1953 році для розслідування анексії Радянським Союзом Естонії, Латвії та Литви. Комітет припинив свою діяльність 4 березня 1954 р., Коли його замінив Вибраний комітет з комуністичної агресії. 

## Передумови
У 1940 р., Відповідно до секретного протоколу пакту Молотова — Ріббентропа 1939 р. З нацистською Німеччиною, Радянський Союз керував окупацією та подальшою анексією Естонії, Латвії та Литви. У кожній країні під загрозою сили з боку Москви висувалися вимоги щодо формування маріонеткових комуністичних урядів. У липні 1940 року відбулися шахрайські вибори, в парламенті уряду кожної країни були представлені виключно комуністи. Потім Москва отримала доручення Москві подати клопотання про включення радянського уряду до складу радянських республік.
Сполучені Штати, як і інші західні демократичні держави, такі як Велика Британія, Норвегія, Франція та Данія, ніколи не визнавали реєстрацію дійсною і продовжували акредитувати представництва Естонії, Латвії та Литви. 23 червня 1940 р. Державний секретар США Самнер Веллз оголосив американську політику невизнання на принципах доктрини Стімсона. Політика зберігалася до відновлення незалежности 1991 року у всіх трьох країнах.

## Розслідування
У 1953 році Палата представників прийняла Резолюцію Палати 346 палати, що вимагає проведення спеціального розслідування щодо включення країн Балтії до складу Радянського Союзу. Балтський комітет Палати виборців був створений 27 липня 1953 року для нагляду за розслідуванням, який проходив під головуванням Чарльза Дж. Керстена. 
Відбіркова комісія проводила слухання між 30 листопада і 11 грудня 1953 р., А свої висновки повідомляла в лютому 1954 р. Під час розслідування Балтійський комітет опитав близько 100 свідків, у тому числі Йоганнеса Клесмента, колишнього естонського урядовця; Йонас Черніус, колишній прем'єр-міністр Литви ; Юозас Бразайтіс, виконуючий обов'язки міністра закордонних справ Литви ; і колишній президент Сполучених Штатів Герберт Гувер, які всі дали свідчення та додаткову інформацію про діяльність СРСР в Естонії, Латвії та Литві в 1940 році.
Серед звинувачених у злочинах під час балтійського окупаційного процесу були радянські політики Андрій Жданов та Андрій Вишинський. 

## Значимість
Значення Керстенського комітету насамперед було пов’язане з політикою США щодо невизнання радянської інкорпорації Естонії, Латвії та Литви. Однак розслідування того часу розглядалося як спосіб для Конгресу США краще вивчити спосіб, яким Радянський Союз зміг керувати захопленням влади в іноземних країнах. Зокрема, розслідування співпало з участю Сполучених Штатів у Корейській війні, і слідчі розглядали його як спосіб вивчення комуністичних методів, який може бути використаний для кращого формулювання політики, пов'язаної з цим конфліктом. Постійний інтерес до цієї теми змусив Палату представників США замінити Балтійський комітет Вибраним комітетом з комуністичної агресії, який продовжував діяти до 31 грудня 1954 р. 